# Episodi di Randy - Un Ninja in classe (seconda stagione)
La seconda stagione della serie animata Randy - Un Ninja in classe è stata trasmessa in prima visione assoluta negli Stati Uniti sul canale Disney XD dal 19 luglio 2014.
In Italia la stagione è stata trasmessa dal 20 luglio 2015 al 19 luglio 2016.
| nº    | Titolo originale                        | Titolo italiano                    | Prima TV USA      | Prima TV Italia |
| ----- | --------------------------------------- | ---------------------------------- | ----------------- | --------------- |
| 1     | On the Poolfront                        | La piscina                         | 19 luglio 2014    | 20 luglio 2015  |
| 2     | Flume-Igation                           | Lo scivolo                         | 19 luglio 2014    | 20 luglio 2015  |
| 3     | Welcome Back Catfish                    | Il supplente                       | 29 settembre 2014 | 21 luglio 2015  |
| 4     | All the Juice that's Fish to Swim       | Un gelato mostruoso                | 29 settembre 2014 | 21 luglio 2015  |
| 5     | Julian's Birthday Surprise              | Compleanno con sorpresa            | 30 settembre 2014 | 22 luglio 2015  |
| 6     | True Bromance                           | I veri amici                       | 30 settembre 2014 | 22 luglio 2015  |
| 7     | Unstank My Hart                         | Il torto da vendicare              | 1 ottobre 2014    | 23 luglio 2015  |
| 8     | Whoopee 2: The Wrath of Whoopee 2       | Woopee 2                           | 1 ottobre 2014    | 23 luglio 2015  |
| 9     | M-m-My Bologna                          | La baby mortadella                 | 2 ottobre 2014    | 24 luglio 2015  |
| 10    | Everybody Ninj-along                    | Una canzone per il Ninja           | 2 ottobre 2014    | 24 luglio 2015  |
| 11    | Fudge Factory                           | La fabbrica di caramelle           | 3 ottobre 2014    | 27 luglio 2015  |
| 12    | Best Buds                               | La gara del gusto                  | 3 ottobre 2014    | 27 luglio 2015  |
| 13    | Otto Know Better                        | Rivoglio il mio Otto               | 10 ottobre 2014   | 28 luglio 2015  |
| 14    | Brolateral Damage                       | Un'amicizia in crisi               | 10 ottobre 2014   | 28 luglio 2015  |
| 15    | Let the Wonk One In                     | Il Ninja arancione                 | 17 ottobre 2014   | 29 luglio 2015  |
| 16    | The Curse of Mudfart                    | Una storia quasi vera              | 17 ottobre 2014   | 29 luglio 2015  |
| 17    | Shoot first, Ask Questions Laser        | Il mega premio                     | 27 novembre 2014  | 30 luglio 2015  |
| 18    | Ninjception                             | L'incubo ricorrente                | 27 novembre 2014  | 30 luglio 2015  |
| 19    | Happy Hanukkah, Howard Weinerman        | Felice festa delle luci, Howard!   | 3 dicembre 2014   | 31 luglio 2015  |
| 20    | Snow Klahoma!                           | Il parco giochi della neve         | 3 dicembre 2014   | 31 luglio 2015  |
| 21    | Randy Cunninghma's Day Off              | La giornata libera di Randy        | 16 marzo 2015     | 3 agosto 2015   |
| 22    | Bro-ing Down the House                  | Il boomerang                       | 16 marzo 2015     | 3 agosto 2015   |
| 23    | Living in Shooblivion                   | Occhio non vede, cuore non duole!  | 23 marzo 2015     | 4 agosto 2015   |
| 24    | McNinja - Brought to You by McFist      | McNinja, pubblicità                | 23 marzo 2015     | 4 agosto 2015   |
| 25    | Mastermind of Disastermind              | Un vero genio                      | 30 marzo 2015     | 4 luglio 2016   |
| 26    | The Brawn Also Rises                    | La belva mitologica                | 30 marzo 2015     | 4 luglio 2016   |
| 27    | Debbie Meddle                           | Lo scoop                           | 6 aprile 2015     | 5 luglio 2016   |
| 28    | Aplopalypse Now                         | Il custode della sfera             | 6 aprile 2015     | 5 luglio 2016   |
| 29    | Rorg: A Hero of a Past                  | Rorg, eroe di un passato           | 13 aprile 2015    | 6 luglio 2016   |
| 30    | Mort-al Combat                          | La bugia                           | 13 aprile 2015    | 6 luglio 2016   |
| 31    | Workin' for the Weekend                 | Un sabato da salvare               | 20 aprile 2015    | 7 luglio 2016   |
| 32    | Ninjafan                                | La fan del ninja                   | 20 aprile 2015    | 7 luglio 2016   |
| 33    | When Howie Met Randy                    | L'inizio di un'amicizia            | 27 aprile 2015    | 8 luglio 2016   |
| 34    | Bro Money Bro Problems                  | Voglio tutto!                      | 27 aprile 2015    | 8 luglio 2016   |
| 35    | The Three Mascot-teers                  | Le tre moschettiere                | 11 maggio 2015    | 11 luglio 2016  |
| 36    | Escape form Scrap City                  | La discarica dei robot             | 11 maggio 2015    | 11 luglio 2016  |
| 37    | The Space Cow-Bros                      | Missione nello spazio              | 18 maggio 2015    | 12 luglio 2016  |
| 38    | The Fresh Principal of Norrisville High | Sfida all'ultima regola            | 18 maggio 2015    | 12 luglio 2016  |
| 39    | The Prophecy of Hat Sword               | La profezia                        | 1 giugno 2015     | 13 luglio 2016  |
| 40    | Fake Fight For Your Right to Party      | I migliori della festa             | 1 giugno 2015     | 13 luglio 2016  |
| 41    | McCluckerbusters                        | Ristoratori                        | 8 giugno 2015     | 14 luglio 2016  |
| 42    | Let Them Eat Cake Fries                 | L'eroe popolare                    | 8 giugno 2015     | 14 luglio 2016  |
| 43    | Club Ninja-dise                         | Dolce far niente                   | 15 giugno 2015    | 15 luglio 2016  |
| 44    | To Smell and Back                       | La puzzetta                        | 15 giugno 2015    | 15 luglio 2016  |
| 45    | Big Trouble in Little Norrisville       | L'emporio delle meraviglie         | 22 giugno 2015    | 18 luglio 2016  |
| 46    | Winner Takes Ball                       | Scava che ti passa!                | 22 giugno 2015    | 18 luglio 2016  |
| 47-48 | Ball's Well That Friends Well           | Tutto è bene quel che finisce bene | 27 luglio 2015    | 19 luglio 2016  |